# Торре Аквалина
«Торре Аквалина» (или «Башня Аквалина»; исп. Torre Aqualina) — высотное жилое здание, построенное в 2009 году в Росарио, крупнейшем городе провинции Санта-Фе в Аргентине. Небоскрёб расположен в округе Мартин, на углу улиц Сан-Луис и Алем, в нескольких кварталах к югу от памятника национального флага.
Высота башни — 125 м, в ней 40 этажей апартаментов премиум-класса и два цокольных этажа. Общая площадь помещений — 14 700 м². Из апартаментов открывается вид на центр города и реку Парана.
Строительство завершено в конце 2009 года. До завершения строительства башен «Дольфинес Гуарани» «Торре Аквалина» был самым высоким зданием в городе Росарио и во всей Аргентине (за пределами Буэнос-Айреса).

## Проектирование и строительство
«Торре Аквалина» спроектировал Марио Роберто Альварес, архитектор из Буэнос-Айреса. Среди других работ Альвареса — башня Ле-Парк (самое высокое жилое здание в Аргентине), главное здание филиала Банка аргентинской нации в Росарио, аэропорты Неукена и Кордовы.
С тех пор как проект был впервые представлен в 2003 году, жители района критиковали «Аквалина Торрес». Строители заверяли, что здание будет гармонировать с окружающей средой. Во время строительства башни работы приостанавливали два судебных постановления, вынесенные из-за требований о необходимости проведений экологических изысканий для оценки воздействия башни на окружающую среду. В 2005 году также был подан иск против муниципалитета Росарио, который позволил продолжить строительство, несмотря на судебные постановления. Дело шло вверх по судебной лестнице, и в мае 2007 года Верховный суд провинции Санта-Фе постановил, что изучать воздействие «Аквалина Торрес» на окружающую среду нет необходимости.